# Adeline Keil
 (avril 2021).
Il peut être nécessaire de l'améliorer pour respecter le principe de neutralité de point de vue. Veuillez consulter la page de discussion pour plus de détails.

 (octobre 2019).
Si vous disposez d'ouvrages ou d'articles de référence ou si vous connaissez des sites web de qualité traitant du thème abordé ici, merci de compléter l'article en donnant les références utiles à sa vérifiabilité et en les liant à la section « Notes et références ».
Pour les articles homonymes, voir Keil.
Adeline Keil est une photographe française née à Bayeux le 7 décembre 1979. Diplômée de l'école nationale supérieure de la photographie d'Arles, elle a reçu en 2004 le prix européen de la Fnac. Photographe indépendante depuis 2005, elle a effectué des reportages photographiques pour Courrier international et Libération.
Son travail de photographe auteur est présenté dans de nombreuses expositions au sein de différents centres d’arts en France et à l’étranger . Elle est soutenue à diverse reprise par la DRAC et L'institut Français.

## Expositions
- Tristesse d'un voyage inachevée, Festival du Printemps Français Ukrainien Alliance Française Ukraine/ Ambassade de France, 2021 [6]
- Symphonie Terrestre, Musée d'Art Contemporain Odessa, 2020
- Les Photographies, Festival, Le Mans 2020
- Selling, Gallery Mexico, 2020
- Portées aux nues, Gallery Aptcbit, Festival printemps Français, Alliance Française, Ukraine 2018[7],[8]
- Petits Désordres du Monde, Festival Les Femmes s'exposent Houlgate, St Lazare 2018[9]
- Petits Désordres du Monde,  Galerie Apthamyp, Ukraine [10]
- Installation 1% Artistique - Commande Publique Lycée Malherbe, Caen « L’Oeil du mouvement de l’air» 2015[11]
- Galerie Aleyne, Paris Photo 2016[12]
- En Quête de Territoire, Expositions Biennale de Liége, Lima, Valence Espagne, Conciergerie de Paris